# 小行星1671
小行星1671（1671 Chaika）是一颗绕太阳运转的小行星，为主小行星带小行星。该小行星于1934年10月3日发现。
該小行星以海鷗的俄語命名，以紀念史上進入太空的第一位女性太空人范倫蒂娜·泰勒斯可娃。

## 轨道参数
小行星1671的轨道半长轴为2.5863693 UA，离心率为0.259。